# سرحات
أحمد سرحات حاجي باشا اوغلو (بالتركية: Ahmet Serhat Hacıpaşalıoğlu)‏ (ولد في 24 أكتوبر، 1964)، معروف باسم سرحات، هو مغنى، ومنتج، ومذيع تليفزيوني تركي.
ولد ونشأ في إسطنبول، بدأ حياته المهنية من خلال إنشاء شركته الخاصة في عام 1994، إند للإنتاج. في العام نفسه بدأ أيضاً بإنتاج واستضافة برنامج مسابقات في مؤسسة الإذاعة والتلفزيون التركية تسمى Riziko! (النسخة التركية من برنامج المسابقات الأمريكي المحك). في عام 1997 بدأ مسيرته الموسيقية بأغنية "Rüya-Ben Bir Daha". وإلى جانب أعماله الإنتاجية والإذاعية تابع مسيرته الموسيقية وأطلق أغنية «Total Disguise / تنكر كامل» (دويتو مع فيكتور لازلو) في عام 2004، «Chocolate Flavour / نكهة الشيكولاتة» في عام 2005، "I Was So Lonely"، «لا لا ابداً/ No No Never (موسكو واسطنبول)» و"Ya + Ti"(إصدار باللغة الروسية لأغنية "Total Disguise"، والثلاث أغنيات كانت ثنائيات مع Tamara Gverdtsiteli) في عام 2008 و«Je M'Adore / أنا أحبني» في 2014. وسيمثل سان مارينو في مسابقة الأغنية الأوروبية 2016 في ستوكهولم.